# Scotiabank Saddledome
Le Scotiabank Saddledome (auparavant Olympic Saddledome, Canadian Airlines Saddledome et Pengrowth Saddledome  puis surnommé « The Saddledome ») est une salle omnisports située à Calgary, en Alberta, près du Calgary Exhibition and Stampede, il est actuellement le plus grand aréna des Prairies canadiennes et de l'Ouest canadien.
Depuis 1983, ses locataires sont les Flames de Calgary qui jouent actuellement dans la LNH. Il est actuellement le troisième plus vieux amphithéâtre de la Ligue nationale de hockey, derrière ceux du Kraken de Seattle : le Climate Pledge Arena et des Rangers de New York: le Madison Square Garden. En 1995, une autre équipe de hockey sur glace s'y installe, les Hitmen de Calgary de la Ligue de hockey de l'Ouest. Les Calgary Roughnecks de la National Lacrosse League y sont locataires depuis 2001. L'arène offre 17 139 places en configuration hockey sur glace (19 289 avec le 300 level), la capacité maximum est de 20 100 places pour certains événements, elle possède 72 suites de luxe, 1 461 sièges de club, 2 super suites et 6 restaurants et bars.

## Histoire
Le Scotiabank Saddledome fut inauguré le 15 octobre 1983 sous l'appellation de Olympic Saddledome, car il allait accueillir les épreuves sur glace des Jeux olympiques d'hiver de 1988 se déroulant à Calgary. Son coût de construction était d'environ 97,7 millions de dollars canadien et il fut conçu par le cabinet d'architectes Graham McCourt Architects. La ville de Calgary et la province de l'Alberta ont entièrement financé le bâtiment.
C'était la première arène principale en Amérique du Nord capable d'accueillir des matchs de hockey sur glace avec une patinoire aux dimensions internationales (61 m × 30 m). Les Flames de Calgary ont assumé la gestion du Saddledome en 1994. En automne de cette année, des rénovations se montant à plus de $32,2 millions ont été entreprises. Le Saddledome a été officiellement rouvert le 25 octobre 1995. Elles ont inclus 46 Club suites, plus deux Super Suites et une section de sièges de club avec un restaurant et des salons. Le bâtiment a été renommé Canadian Airlines Saddledome quand la compagnie aérienne Canadian Airlines, dont le siège était basé à Calgary est devenu le sponsor de la salle en juillet 1996. Ceci déclencha une polémique pour beaucoup de Calgarians qui s'étaient opposés a ce que l'arène perde le nom "Olympic", et qui ont été également opposés à la décision de couvrir le toit du dôme avec le logo de Canadian Airlines.
En 2000, Pengrowth Management acheta les droits d'appellation de l'arèna qui étaient possédés par Canadian Airlines. Pengrowth Management verse 1 million par année pour ces droits pendant 10 ans. En octobre 2010, la Banque Scotia (Scotiabank) rachète ces droits.
En 2013, le Saddledome est inondé après des fortes pluies, causant ainsi d'importants dommages au niveau inférieur des estrades, aux vestiaires et dans les locaux d'équipements.
En 2024, la ville de Calgary approuve la construction d'un nouvel amphithéâtre pour remplacer le Saddledome. La nouvelle salle de 18 400 places sera prête pour 2027.

## Architecture
Le toit en forme de selle est un paraboloïde hyperbolique inversé, il couvre 12 000 mètres carrés, mais a une épaisseur de seulement 60 centimètres. Le design du toit a été repris sur le Capital Centre localisé près de Washington, D.C. (démoli en 2002).

## Événements
- 37e Match des étoiles de la Ligue nationale de hockey, 12 février 1985
- Finales de la Coupe Stanley, 1986, 1989 et 2004
- Jeux olympiques d'hiver de 1988, 1988
- Congrès d'investiture du Parti libéral du Canada, 23 juin 1990
- Le Tournoi des Cœurs Scotties 1995, 18 au 26 février 1995
- Labatt Brier 1997, 8 au 15 mars 1997
- In Your House 16: Canadian Stampede, 6 juillet 1997
- Repêchage d'entrée dans la LNH 2000, 23 juin 2000
- Bank of Montreal Canadian Figure Skating Championships, 2000 et 2006
- Canadian Country Music Awards, 2001 à 2003
- Nokia Brier 2002, 9 au 17 mars 2002
- Match des étoiles de la National Lacrosse League, 26 février 2005
- Championnats du monde de patinage artistique 2006, du 20 au 26 mars 2006
- Brier Tim Hortons 2009, 7 au 15 mars 2009
- Championnat du monde junior de hockey sur glace 2012
- Concert de Rihanna (Last Girl On Earth Tour), 6 juillet 2010, (Loud Tour), 21 juin 2011, (Diamonds World Tour), 30 mars 2013
- Concert de Lady Gaga (artRAVE : The ARTPOP Ball), 25 mai 2014

## Galerie

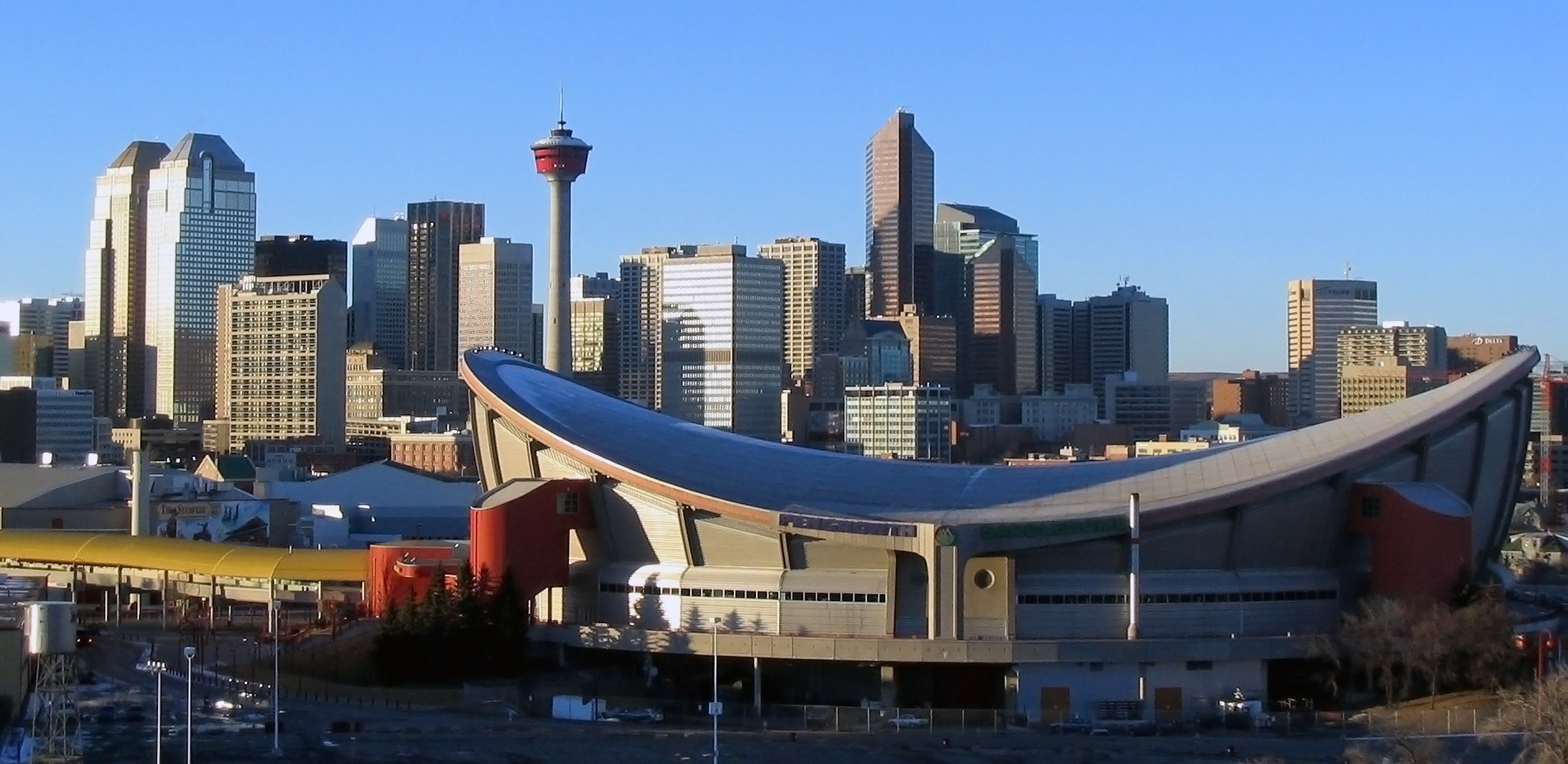
Saddledome de jour
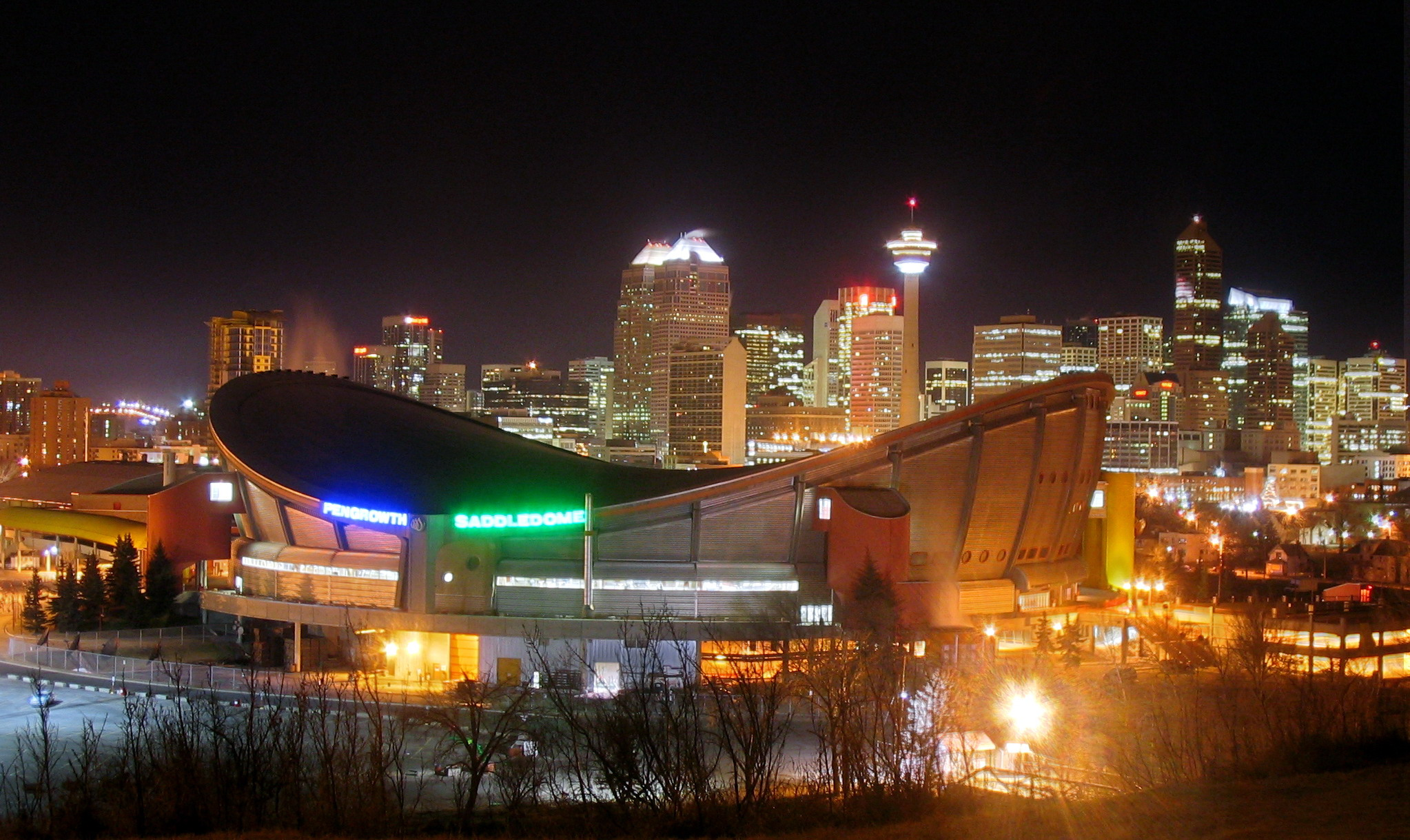
Saddledome de nuit
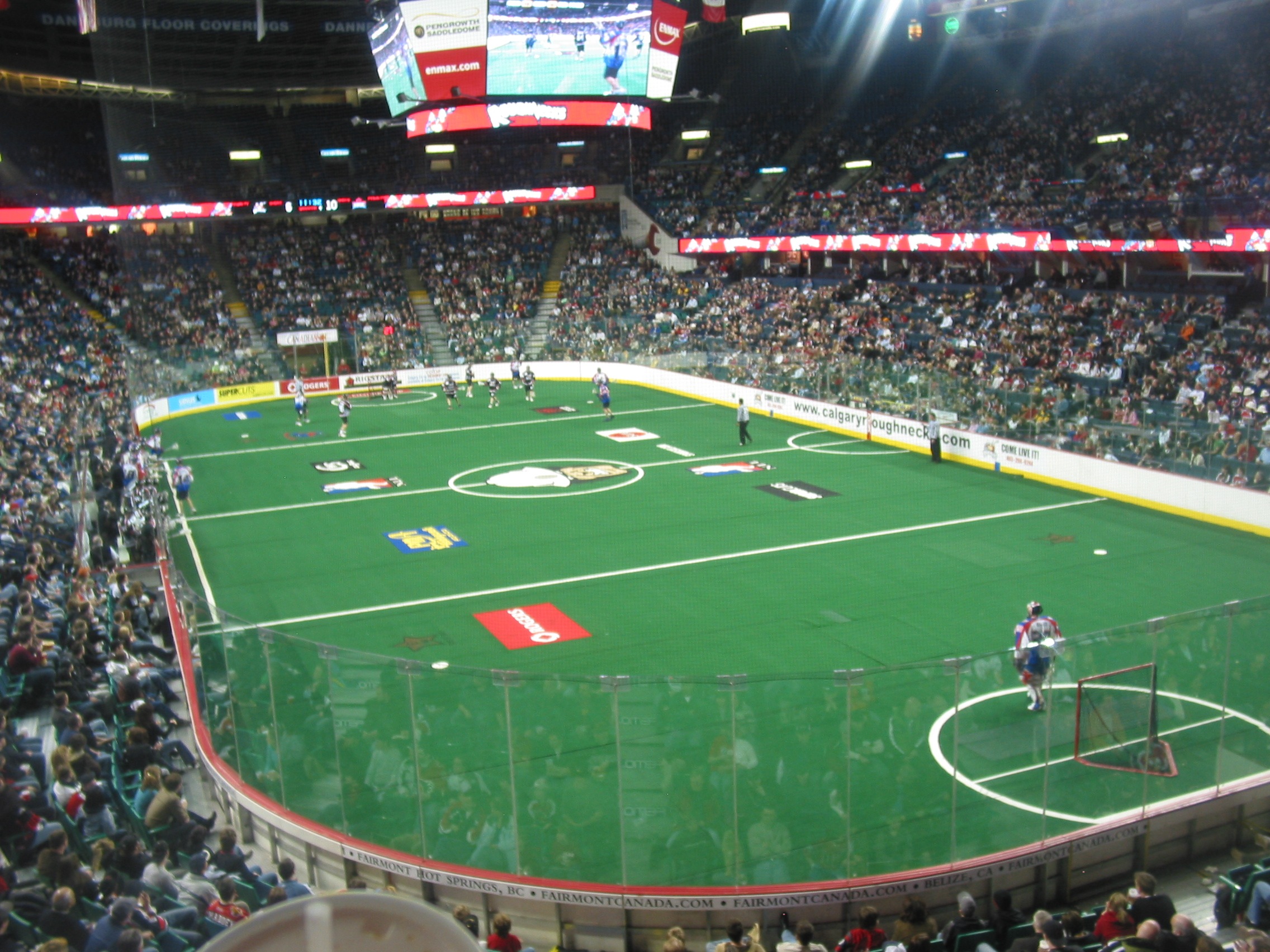
Partie de crosse
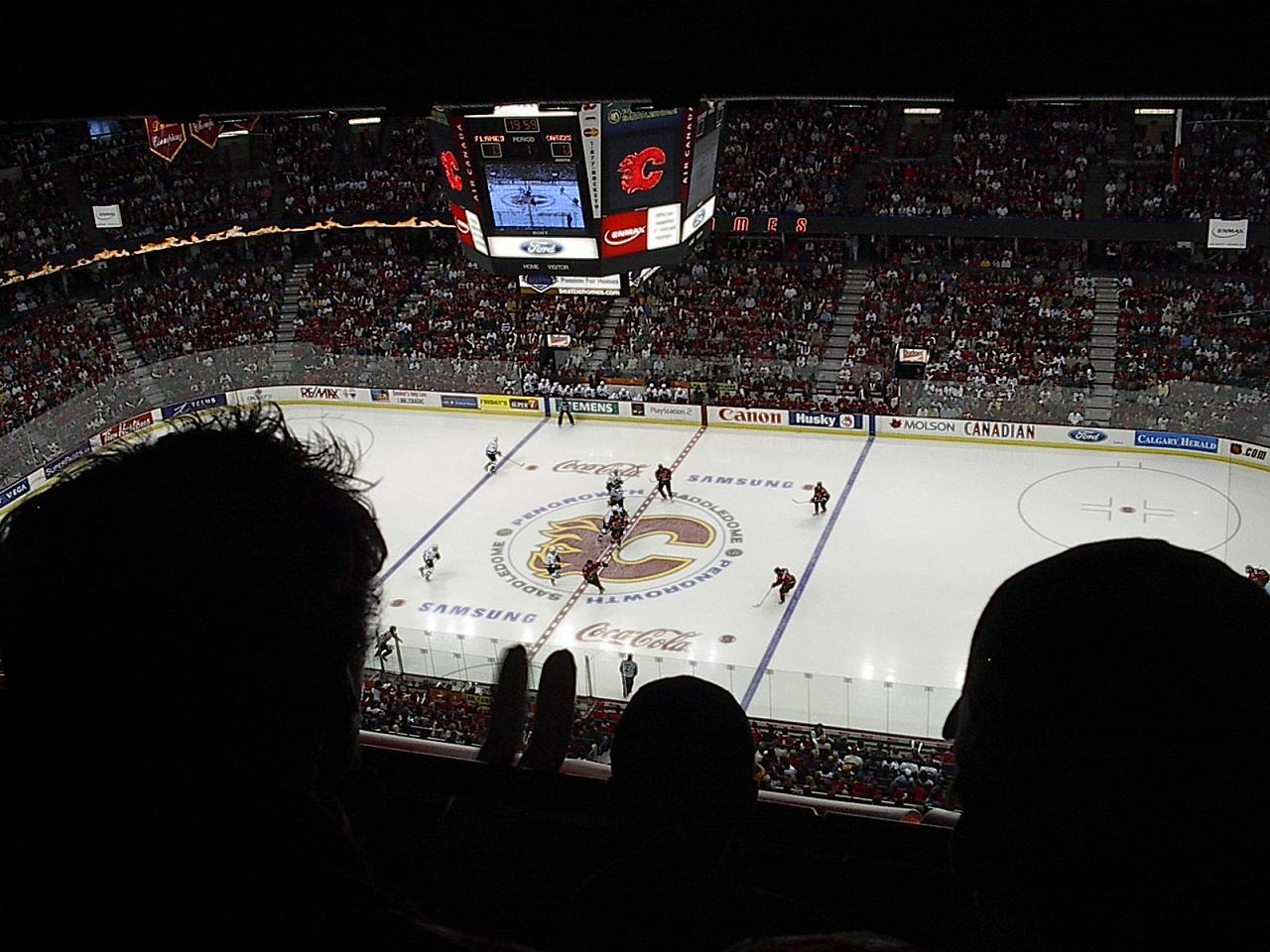
En 2004
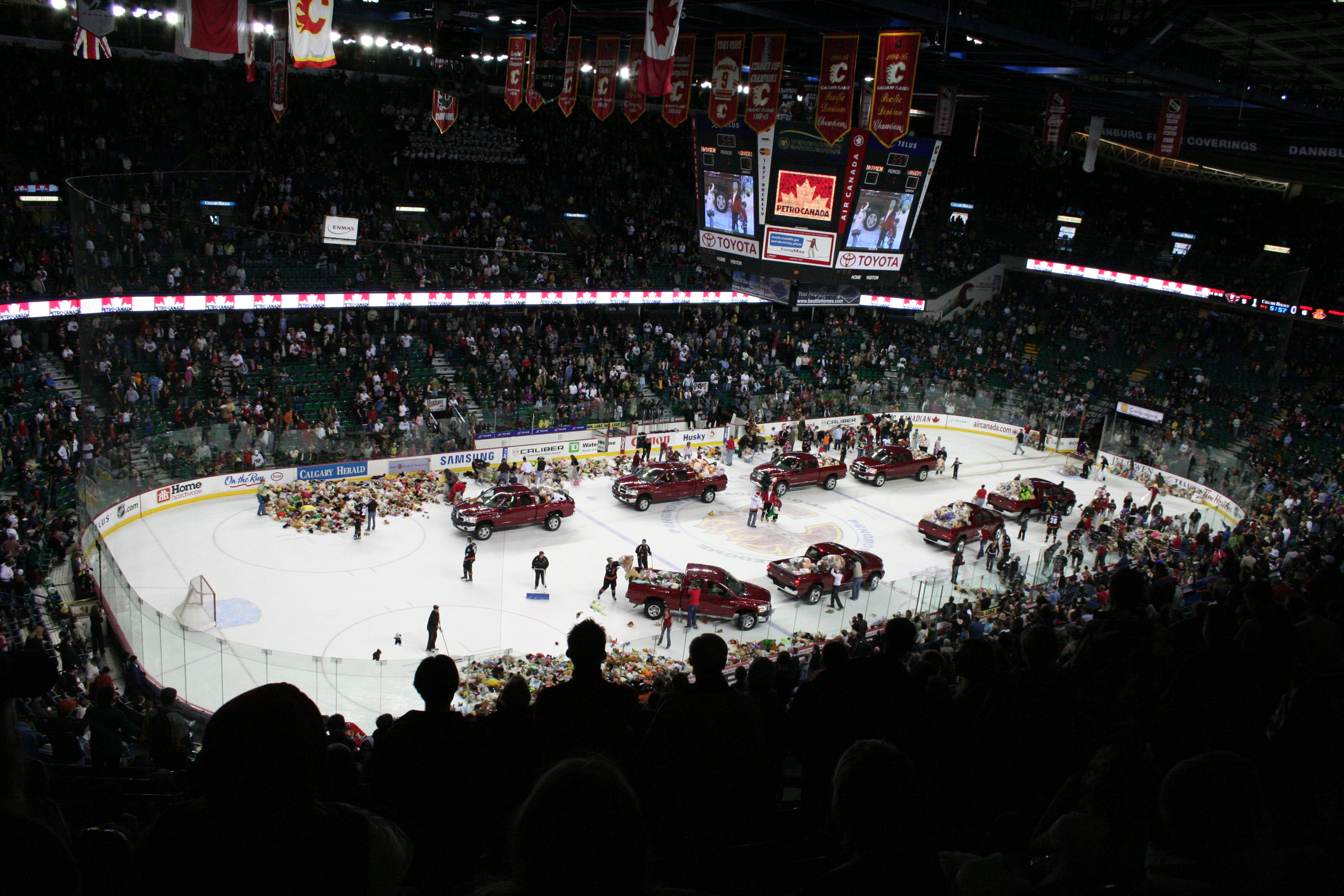
En 2006
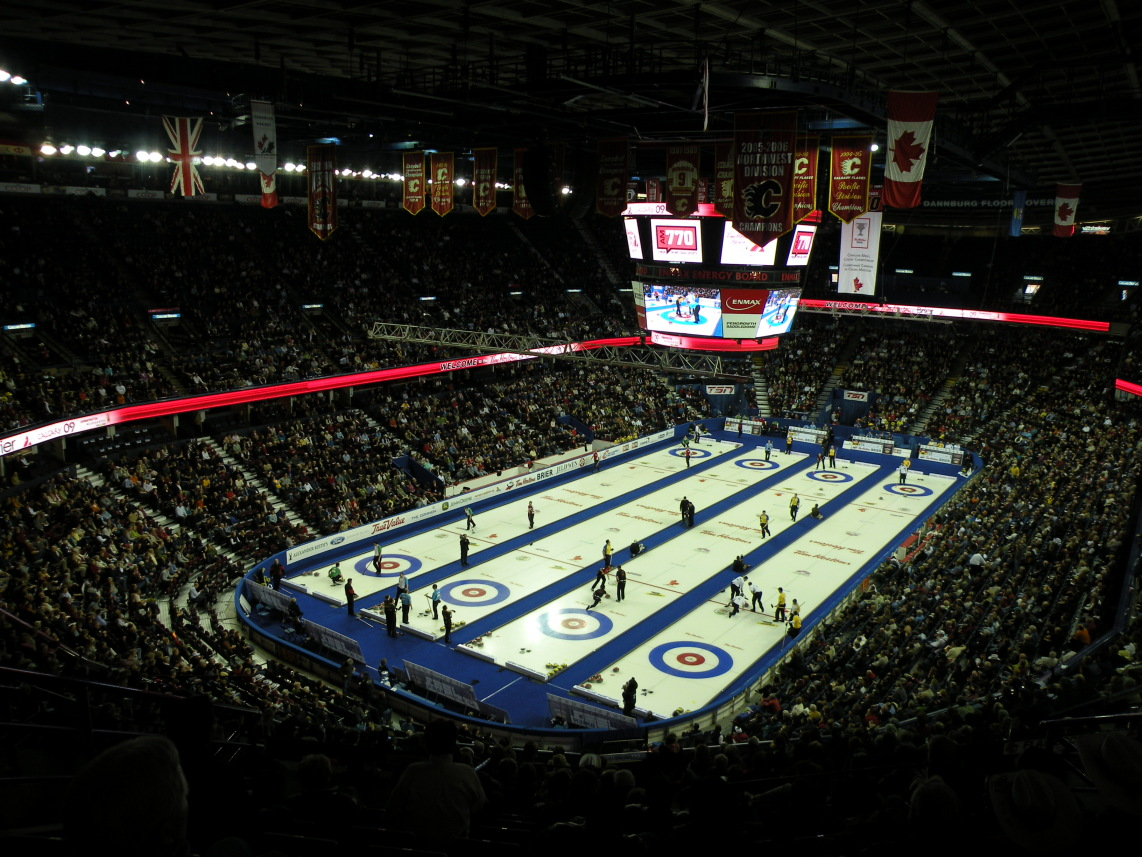
En 2009
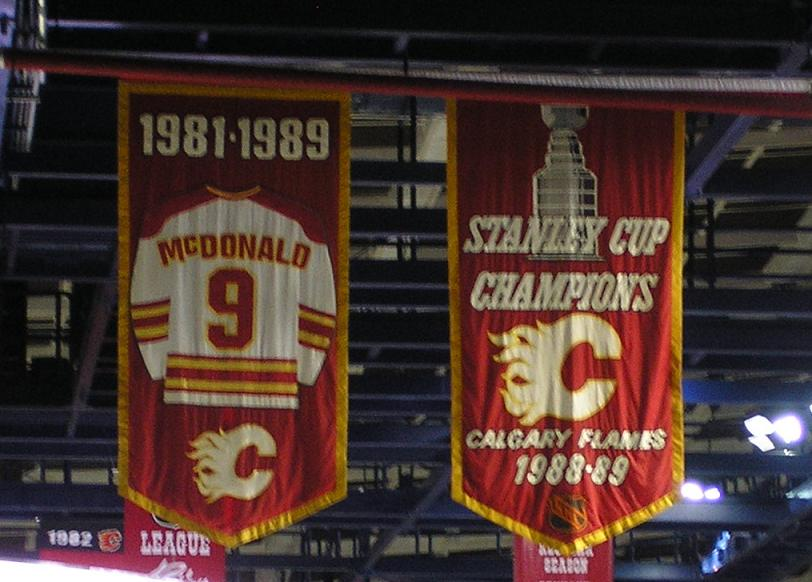
Bannières
Ancien logo